# Moorhead, Mississippi
Moorhead är en ort i Sunflower County i Mississippi. Vid 2020 års folkräkning hade Moorhead 1 937 invånare.

## Kända personer från Moorhead
- Phil Bryant, politiker